# Obey Me!
『Obey Me!』（おべいみー！）は、NTTソルマーレにより配信されているスマートフォンアプリケーションゲーム、およびそれらを中心としたメディアミックスコンテンツ。
ジャンルは恋愛シミュレーション、公式ジャンルは「イケメン悪魔調教ゲーム」。2021年11月時点でのダウンロード数は全世界500万を突破している。

## シリーズ
- 『Obey Me!』

海外版：2019年12月12日、日本版：2020年12月9日配信開始。基本プレイ無料（アイテム課金制）。
- 『Obey Me! Nightbringer』

2023年4月12日配信開始。基本プレイ無料（アイテム課金制）。

## あらすじ
「おねがい。ぼくをみつけて」。見知らぬ少年の声が遠のき目が覚めると、そこは法廷のような場所。魔界の学園『RAD（ラッド）』の留学生に選ばれてしまった主人公は、クセしかない悪魔の7兄弟と生活を共にしながら、一年間の留学期間を過ごす事となる。
「課題なんて簡単だ。ルールはひとつ――　服従させたら、お前の勝ち！」

## 概要
ホーム画面は『D.D.D.（ディースリー）』と呼ばれるスマートフォン風の端末を模しており、『課題』（本編シナリオ）および『抜き打ちテスト』（期間限定イベント）をこなす他にも、アプリを通じて通話やメッセージを楽しんだり、各キャラクターの衣装や背景画像を着せ換えたりする事もできる。
またキャラクターの立ち絵には「E-mote」が採用されており、表情の変化や多彩なリアクションを楽しむ事ができる。
本編および期間限定イベントは、各チャプター20～30マス程度のマップ画面で構成されており、「ストーリー」マスと「バトル」マスを解禁することで物語を読み進めていく。「バトル」マスはカードを用いたダンスバトル形式で、各キャラクターの『アクマカード』、およびスキル効果のついた『メモリーカード』を3枚ずつ選出して競わせ、自身の評価ゲージが制限時間内に満タンになるか、タイムアップ時に一定ラインまで到達していればクリアとなる。
バトルに勝利すると『アクマカード』に使用した3人のうち1人との『反省会』がランダムで発生し、タッチしてスキンシップを図ったり、プレゼントを渡したりして交流を深める事ができる。

## 登場人物
主人公
プレイヤー自身。人間代表の留学生。日本語版でのデフォルトネームは「伊吹」。夢の中で見知らぬ少年の声を聞き、目覚めた時にはRADに留学生の一人として迎え入れられる事となった。ゲーム上では性別の設定がなく、シナリオでも性別に関する描写が一切なされていないのが特徴で、カードイラストやアニメで描写される際には羊のぬいぐるみのような姿で描かれる。

### メインキャラクター
ルシファー
声 - 山下和也
キャッチフレーズ：『完全無欠 腹黒ドSな最強長男』 / 誕生日：6月6日 / 好きなもの：ディアボロとのお茶の時間 / 嫌いなもの：ディアボロの敵
天界を裏切り傲慢を司る悪魔となった兄弟たちの長男。魔界ではディアボロの右腕であり親友として有名で、彼に対して敬称をつけずに呼べる唯一の悪魔。7兄弟の中で一番力があり、一筋縄ではいかない弟たちを力づくでまとめあげている。マモンの扱いがいつも酷いが、一番気にかけているのも実はマモンで、手のかかるやつだが一番信頼できると思っている。自分の決断が弟たちを苦しめていることに気づいており、過去の行動が正しかったのかどうか、自問自答の日々。
マモン
声 - 古林裕貴
キャッチフレーズ：『世の中お金な強欲クズ次男』 / 誕生日：9月10日 / 好きなもの：お金 / 嫌いなもの：努力
お金にだらしなく兄弟たちからもクズ呼ばわりされている強欲を司る悪魔。都合の良い時には人にすりより、普段は自分のやりたい放題な野良猫タイプ。次男としての責任感が実は強く、兄・ルシファーを一番理解しており、逆らえない。レヴィアタンとはお互いにお前が一番クズだと思っている。一番話がわかるやつだと思っているのはベルゼブブ。兄弟たちが魔界で不自由なく暮らしていくために秘策を考え中。
レヴィアタン
声 - 加田智志
キャッチフレーズ：『二次元最高!! ガチオタ三男』 / 誕生日：4月9日 / 好きなもの：ネット / 嫌いなもの：リア充
アニメ・マンガ・ゲームが大好きなガチオタ三男で嫉妬を司る悪魔。愛称は「レヴィ」。自分の部屋にひきこもっている嫉妬深くてネガティブなオタク青年。魔界では「地獄の海軍大将」という無駄な肩書きを持っている。金魚のヘンリー（だけ）が友達。マモンとはお互いにお前が一番クズだと思っている。魔界に来たら何かが変わるかもと期待していたが、思い描いたような変化は訪れず理想と現実のギャップに苦しむ。
サタン
声 - 角真也
キャッチフレーズ：『笑顔は全部演技です 二重人格四男』 / 誕生日：10月20日 / 好きなもの：美しいもの / 嫌いなもの：ルシファー
憤怒を司る悪魔で兄弟の中では四男となっているが、実際はルシファーの怒りから生まれた特殊な存在。怒りの感情しかなく、兄弟たちの輪に加わることを拒み続けている。普段はとても理性的で気さくだが、一度怒らせたら誰も生き残れないと言われている。ルシファーが嫌いで反抗期真っ最中。いつも猫用のクッキー（無添加）を持ち歩く無類の猫好き。
アスモデウス
声 - ミウラアイム
キャッチフレーズ：『世界はぼくを愛してる ナルシスト五男』 / 誕生日：5月15日 / 好きなもの：自分 / 嫌いなもの：醜いもの
自分がこの世で最高の存在と信じて疑わないナルシスト五男で、見つめるだけで人を魅了できる色欲を司る悪魔。愛称は「アスモ」。兄弟たちのムードメーカーを自認している常に明るく楽しい性格だが、翼の色が変わった自分を受け入れるにはまだ時間が足りない。自分が飲みたい人を誘って乱痴気騒ぎをする「アスモ会」を月に数回主催している。兄弟のマニキュアは実はアスモが勝手に塗っている。
ベルゼブブ
声 - 矢口恭平
キャッチフレーズ：『晩御飯まだ？腹ペコ六男』 / 誕生日：3月11日 / 好きなもの：美味しいもの / 嫌いなもの：不味いもの
常に何かを食べている暴食を司る成長期悪魔で、兄弟たちの六男。愛称は「ベール」。空腹になると飢えた狼のように我を忘れる。天使時代はルシファーの右腕とされたほどの力を持っていた。おだやかな性格は天使だった頃と変わりはないが、戦いの最中に起きた悲しい出来事に責任を感じ続けている。双子の弟・ベルフェゴールが大好き。
ベルフェゴール
声 - 大西哲史
キャッチフレーズ：『愛されすぎて反抗期？居眠り系七男』 / 誕生日：3月11日 / 好きなもの：昼寝 / 嫌いなもの：ディアボロ
油断するとすぐ眠る怠惰を司る悪魔で、兄弟たちの中で最も我儘で生意気であざとい末っ子。愛称は「ベルフェ」。双子の兄・ベルゼブブの世話をよくやいている。サタンとはアンチルシファー同盟を組んでいるが、ある事件が起きるまではルシファーのことを兄弟たちの中で最も尊敬していた。ベルゼブブと同じく戦いで大きな悲しみを背負うが、思い出さないことで自分を保っている。思い出してしまうと誰かを傷つけずにはいられなくなりそうで…。

### サイドキャラクター

#### 悪魔
ディアボロ
声 - 山本拓平
誕生日：10月31日 / 好きなもの：バルバトスのいれた紅茶 / 嫌いなもの：ピクルス
魔王の一人息子で、いずれ魔王となることが約束された魔界のプリンス。深い眠りについた父の代わりに魔王代理を務めており、実質的には現在の魔界の最高権力者。その肩にかかる責任の重さは計り知れない。RADの生徒会長も務め、すべての悪魔を統べる高貴な存在。最も信頼している親友はルシファー。シメオンは何を考えているかわからなくて苦手。
バルバトス
声 - 原田雅行
誕生日：8月22日 / 好きなもの：紅茶のお取り寄せ / 嫌いなもの：ネズミ
ディアボロに影のように付き従う、非の打ち所のない有能な執事。過去と未来を見通す能力を持っている。魔術師ソロモンと契約関係にあるようだが今は喧嘩中で口もきかない。
メフィストフェレス
声 - 紙谷武将
キャッチフレーズ：『反ルシファー同盟のニューカマー！？殿下の元フレ貴族様』 / 誕生日：11月11日 / 趣味：乗馬 / 好きなもの：希少種デモナス
魔界の高貴なる貴族、誇り高き悪魔。RAD新聞部部員。もとは部長を務めていたが、「ルシファー王子」「ディアボロ姫」のスタンプを作成したため、ルシファーによって降格させられた。ディアボロの遊び相手として育てられてきたが兄弟たちの出現でディアボロの興味を失ったのではと不安で、ディアボロが元天使のルシファーと仲良くしているのが気に入らない。弟がおり、とても大切にしている。

#### 天使
ルーク
声 - おかき
誕生日：7月15日 / 好きなもの：シメオンのパンケーキ / 嫌いなもの：ルシファー
天界から遣わされた幼い天使。熾天使ミカエルに心酔しており、彼の心に今も残る傷をつけたルシファーをミカエルを煩わせる憎き者として敵視しているが、ルシファーからはチワワというあだ名をつけられからかわれている。
シメオン
声 - 平田裕
誕生日：2月10日 / 好きなもの：料理 / 嫌いなもの：特になし
天界から遣わされた天使でルークの保護者役。温和でどんな時も笑顔だが、勘が鋭く曲者。かつて兄弟たちが天使だった頃から仲がよく、彼らをかばったことで熾天使から大天使に降格になった。機械音痴。
ラファエル
声 - 桐山和久
キャッチフレーズ：『天界からの刺客！？年下クールビューティー天使』 / 誕生日：9月29日 / 趣味：洋裁・裁縫 / 好きなもの：ソロモンの料理
天界でミカエルを補佐する最年少熾天使であり、ミカエルの唯一の理解者。誰に対しても飄々とした態度で接するが、槍を持たせたら悪魔よりも怖いと言われている一面も。こうみえて、ルシファーとミカエルを尊敬している。実は熱いところもあり、時々見せる笑顔が魅力的。兄弟たちが堕天した際、ルシファーからどちらの味方につくか聞かれ、「ひとりにはできないから」とミカエルを選んだ。

#### 人間
ソロモン
声 - 川田一輝
誕生日：12月9日 / 好きなもの：魔術の研究 / 嫌いなもの：海
人間代表の留学生。真の姿は「知恵の魔術師」と呼ばれる72人の悪魔を従えた、人類最強と謳われる不老不死の魔術師。MCの味方であることに間違いはないが、それだけではない何かを抱えているミステリアスな存在。

#### 死神
サーティーン
声 - 板倉令子
キャッチフレーズ：『くらえ！私の金ダライちゃん3号！自由奔放死神ガール』 / 誕生日：1月13日 / 趣味：トラップ作り / 好きなもの：ルークのお菓子
天使・悪魔・人間とは違う、第4の種族「死神」ガールで、死神の洞窟の主。ソロモンとは千年以上前からの知り合いで、ソロモンの魂を賭けてよくゲームで勝負をしている。趣味で作ったトラップには必ず名前をつけているが、そのセンスはかなり独特。自由を愛しすぎる姿勢が「他人に無関心」と思われがちだがMCの魂の美しさを見抜き、とても興味を持っている。

### その他
花ルリ
声 - 横濱ヱリカ
レヴィアタンが夢中になっているアニメ『幻想悪魔少女♡花ルリ☆ルルン』のヒロイン。

### ゲストキャラクター
抜き打ちテスト『君へ贈るハッピーサプライズ』に登場。ライブ配信アプリ「ボイコネ」にてCVオーディションが開催された。
ヴァラゴ
アスタ
ムル

## 用語
MC
主人公（Main Character）の略称。海外版と日本版ではデフォルトネームが異なるため、こちらで呼ぶのが一般的。
RAD
魔界における唯一の王立アカデミー。多数の著名悪魔を輩出してきた歴史ある学園。「Royal Academy of Diabolo」の頭文字。
生徒会執行部
七兄弟が所属するRAD内の組織。会長はディアボロ、副会長はルシファー。
D.D.D.
魔界で広く使用されているスマートフォン風端末。「Diavolo's Devildom Device」の頭文字。
嘆きの館
主人公と七兄弟が暮らす学生寮。人間界のとある村はずれに立っていた曰く付きの館を、ルシファーが移築したもの。
魔王城
ディアボロとバルバトスの住まう居城。絵画や彫刻などの美術品が多数あり、地下迷宮が存在する。
メゾン煉獄
ルーク・シメオン・ソロモン・ラファエルの生活拠点。
アイ・タイくん
声 - 横濱ヱリカ
あいつに会いたくてたまらない7兄弟たちが「会いたい」という言葉を禁止することになった際、マモンが考案した人形。7兄弟を超えて悪魔界中に大流行する。

### D.D.D.アプリ一覧
↑お前の課題!↑
ストーリー本編。「NORMAL」と「HARD」の2種類が用意されている。
Phone
一定の条件を満たすと、稀にキャラクターから電話が掛かって来る。会話は全編フルボイスで、選択肢ごとに違う台詞が用意されている場合もある。過去の「通話」ログの確認や、フレンド管理もこの項目で行う。
Chat
メッセージアプリ風のチャット画面で、キャラクターとメッセージのやり取りを行える。また『のぞき見』機能により、主人公が参加していないグループ会話を垣間見ることもできる。
Majolish
ホーム画面のキャラクターの変更、および衣装・BGM・背景画像の変更を行える。キャラクターのプロフィールや、入手したボイス等の確認もこの項目で行う。
Akuzon
デビルポイントや反省会用アイテム、専用衣装などの購入を行える。
D JOBS
キャラクターをアルバイトに出し、時間に応じてグリムやアイテムを稼ぐ事ができる。また、1つのアルバイト先に特定の組み合わせでキャラクターを2人同時に配置すると、稀に特殊な会話イベント『spy on them』が発生する。
Devilgram
入手カードの開放条件を満たす事で、特別なストーリーを楽しむ事ができる。
Todo
設定されたミッションをこなす事で、経験値やAP等を入手する事ができる。
アドレス帳
入手したカードの強化や、チーム編成などを行える。
ナイトメア
専用のチケットやデビルポイントを消費し、カードを召喚する事ができる。
デビルチューブ
公式アニメやウェブラジオなどの映像コンテンツを視聴する事ができる。
Lonely Devil
過去に開催された『抜き打ちテスト』の復刻版をプレイする事ができる。
Akuber
悪魔たちからのデリバリー注文をこなし、成功すれば育成用素材などがもらえるミニゲーム。
mail
運営からのお知らせや関連サイトの確認、配布アイテムの受け取り等を行える。

## 音楽

### テーマソング
「Sinful Indulgence」
作詞 - Team Obey Me! / 作曲・歌 - ミウラアイム
「Celestial Ray」
作詞・作曲・歌 - ミウラアイム
「Devil's Way」（Nightbringer）
作詞・作曲 - OGAWA RYO / 歌 - Obey Me! Boys

#### 挿入歌
「Loveless」
作詞・作曲・歌 - ミウラアイム

### キャラクターソング
| 発売日   | 商品名                  | 歌                                                                             | 楽曲                    | 作詞・作曲・編曲                                            |
| 2020年   | 2020年                  | 2020年                                                                         | 2020年                  | 2020年                                                      |
| -------- | ----------------------- | ------------------------------------------------------------------------------ | ----------------------- | ----------------------------------------------------------- |
| 08月25日 | Arcadia                 | ルシファー（山下和也）                                                         | 「Arcadia」             | 作詞：maeshima soshi・Rui Fujishiro 作曲：maeshima soshi    |
| 09月25日 | Are You Ready?          | マモン（古林裕貴）                                                             | 「Are You Ready?」      | 作詞：Rui Fujishiro 作曲：maeshima soshi・Rui Fujishiro     |
| 10月25日 | My Chance!              | レヴィアタン（加田智志）                                                       | 「My Chance!」          | 作詞：Rui Fujishiro 作曲：Rui Fujishiro・maeshima soshi     |
| 11月25日 | Read My Heart           | サタン（角真也）                                                               | 「Read My Heart」       | 作詞・作曲：Rui Fujishiro                                   |
| 12月25日 | Pomade                  | アスモデウス（ミウラアイム）                                                   | 「Pomade」              | 作詞：OHTORA・Rui Fujishiro 作曲：OHTORA・New K 編曲：New K |
| 2021年   |                         |                                                                                |                         |                                                             |
| 01月25日 | Hungry Six-Pack         | ベルゼブブ（矢口恭平）                                                         | 「Hungry Six-Pack」     | 作詞・作曲：ひとめぼれ兄弟                                  |
| 02月25日 | Dreamscape              | ベルフェゴール（大西哲史）                                                     | 「Dreamscape」          | 作詞：OHTORA・Rui Fujishiro 作曲：OHTORA・New K 編曲：New K |
| 04月23日 | Choose Me               | マモン（古林裕貴）、レヴィアタン（加田智志）、アスモデウス（ミウラアイム）     | 「Choose Me」           | 作詞：Rui Fujishiro 作曲：Rui Fujishiro・New K 編曲：New K  |
| 05月24日 | Telepathy               | ベルゼブブ（矢口恭平）、ベルフェゴール（大西哲史）                             | 「Telepathy」           | 作詞・作曲：ひとめぼれ兄弟                                  |
| 06月24日 | Passion                 | ルシファー（山下和也）、サタン（角真也）                                       | 「Passion」             | 作詞：Rui Fujishiro 作曲：Rui Fujishiro・New K 編曲：New K  |
| 08月10日 | It's My Party / Eternal | Obey Me! Boys                                                                  | 「It's My Party」       | 作詞・作曲・編曲：OGAWA RYO                                 |
| 08月10日 | It's My Party / Eternal | Obey Me! Boys                                                                  | 「Eternal」             | 作詞：Rui Fujishiro 作曲：Rui Fujishiro・New K 編曲：New K  |
| 2022年   |                         |                                                                                |                         |                                                             |
| 01月25日 | No.1                    | ディアボロ（山本拓平）                                                         | 「No.1」                | 作詞：OHTORA 作曲：OHTORA・New K 編曲：New K                |
| 02月25日 | Crazy About You         | バルバトス（原田雅行）                                                         | 「Crazy About You」     | 作詞・作曲・編曲：OGAWA RYO                                 |
| 03月25日 | My Wish                 | ルーク（おかき）                                                               | 「My Wish」             | 作詞：Rui Fujishiro 作曲：Rui Fujishiro・New K 編曲：New K  |
| 04月25日 | Question Love           | シメオン（平田裕）                                                             | 「Question Love」       | 作詞：OHTORA 作曲：OHTORA・New K 編曲：New K                |
| 05月25日 | Our Destiny             | ソロモン（川田一輝）                                                           | 「Our Destiny」         | 作詞・作曲：ひとめぼれ兄弟                                  |
| 08月19日 | On Your Way / With You  | Obey Me! Boys                                                                  | 「On Your Way」         | 作詞：OHTORA 作曲：OHTORA・New K 編曲：New K                |
| 08月19日 | On Your Way / With You  | Obey Me! Boys                                                                  | 「With You」            | 作詞：Rui Fujishiro 作曲：Rui Fujishiro・New K 編曲：New K  |
| 2023年   |                         |                                                                                |                         |                                                             |
| 01月16日 | Rock On!!               | ルシファー（山下和也）、マモン（古林裕貴）                                     | 「Rock On!!」           | 作詞：OHTORA 作曲：OHTORA・New K 編曲：New K                |
| 01月16日 | Take It Easy            | サタン（角真也）、ベルフェゴール（大西哲史）                                   | 「Take It Easy」        | 作詞：OHTORA 作曲：OHTORA・New K 編曲：New K                |
| 01月16日 | Trigger                 | レヴィアタン（加田智志）、アスモデウス（ミウラアイム）、ベルゼブブ（矢口恭平） | 「Trigger」             | 作詞・作曲・編曲：OGAWA RYO                                 |
| 03月24日 | Devil's Way             | Obey Me! Boys                                                                  | 「Devil's Way」         | 作詞・作曲・編曲：OGAWA RYO                                 |
| 10月28日 | Spooky Night Parade     | Obey Me! Boys                                                                  | 「Spooky Night Parade」 | 作詞：OHTORA 作曲：OHTORA・maeshima soshi                   |
| 12月18日 | Magic Moment            | Obey Me! Boys                                                                  | 「Magic Moment」        | 作詞・作曲：OGAWA RYO                                       |
| 2024年   |                         |                                                                                |                         |                                                             |
| 04月21日 | Anniversary             | Obey Me! Boys                                                                  | 「Anniversary」         | 作詞：OHTORA 作曲：OHTORA・maeshima soshi                   |
| 04月29日 | All the Feels           | Triworlds                                                                      | 「All the Feels」       | 作詞・作曲：OGAWA RYO                                       |
| 11月26日 | The Seven Rulers        | Obey Me! Boys                                                                  | 「The Seven Rulers」    | 作詞：ｵｶﾀﾞｶﾅ 作曲：溝口雅大                                 |
| 11月30日 | Waiting Kiss            | ルシファー（山下和也）、ベルフェゴール（大西哲史）                             | 「Waiting Kiss」        | 作詞・作曲：コジマリョウスケ                                |
| 12月07日 | Wonderful Tone          | Triworlds                                                                      | 「Wonderful Tone」      | 作詞：ｵｶﾀﾞｶﾅ 作曲：mook                                     |
| 2025年   |                         |                                                                                |                         |                                                             |
| 06月27日 | Addictive Love          | Obey Me! Boys                                                                  | 「Addictive Love」      | 作詞・作曲：OGAWA RYO                                       |
| 06月27日 | Ritual                  | Obey Me! Boys                                                                  | 「Ritual」              | 作詞・作曲：OGAWA RYO                                       |

## オーディオドラマ

### キャラクターソングシリーズ
全脚本：モリ・マサ / 全音楽：Hajime
| 発売日   | 収録アルバム            | タイトル                               | 登場キャラクター（CV） |
| 2020年   | 2020年                  | 2020年                                 | 2020年 |
| -------- | ----------------------- | -------------------------------------- | --- |
| 08月25日 | Arcadia                 | 「助けてルシファー」                   | ルシファー（山下和也）、マモン（古林裕貴）、レヴィアタン（加田智志）、サタン（角真也）、アスモデウス（ミウラアイム）、ベルゼブブ（矢口恭平）、ベルフェゴール（大西哲史）、ディアボロ（山本拓平）                         |
| 09月25日 | Are You Ready?          | 「マモンと猫」                         | マモン（古林裕貴）、サタン（角真也） |
| 10月25日 | My Chance!              | 「ドキドキ！メイド喫茶予行練習」       | レヴィアタン（加田智志）、マモン（古林裕貴） |
| 11月25日 | Read My Heart           | 「最悪な読書」                         | サタン（角真也）、ルシファー（山下和也） |
| 12月25日 | Pomade                  | 「見たい！いろんなものに映る僕の顔」   | アスモデウス（ミウラアイム）、レヴィアタン（加田智志） |
| 2021年   |                         |                                        | |
| 01月25日 | Hungry Six-Pack         | 「料理って難しい！」                   | ベルゼブブ（矢口恭平）、ルシファー（山下和也）、レヴィアタン（加田智志） |
| 02月25日 | Dreamscape              | 「激突！ゴミを捨てるのは誰だ！」       | ベルフェゴール（大西哲史）、ベルゼブブ（矢口恭平）、アスモデウス（ミウラアイム）、ナレーション（山下和也） |
| 04月23日 | Choose Me               | 「あいつへの思い」                     | マモン（古林裕貴）、レヴィアタン（加田智志）、アスモデウス（ミウラアイム） |
| 05月24日 | Telepathy               | 「噛みしめてメッセージ」               | ベルゼブブ（矢口恭平）、ベルフェゴール（大西哲史） |
| 06月24日 | Passion                 | 「どうしても、あまのじゃく！」         | ルシファー（山下和也）、サタン（角真也） |
| 08月10日 | It's My Party / Eternal | 「It's サプライズパーティ」            | ルシファー（山下和也）、マモン（古林裕貴）、レヴィアタン（加田智志）、サタン（角真也）、アスモデウス（ミウラアイム）、ベルゼブブ（矢口恭平）、ベルフェゴール（大西哲史）、ディアボロ（山本拓平）、バルバトス（原田雅行） |
| 2022年   |                         |                                        | |
| 01月25日 | No.1                    | 「オンラインゲームでボイスチャット！」 | ディアボロ（山本拓平）、ルシファー（山下和也）、レヴィアタン（加田智志） |
| 02月25日 | Crazy About You         | 「バルバトスの代理」                   | バルバトス（原田雅行）、マモン（古林裕貴） |
| 03月25日 | My Wish                 | 「ルークとトロール」                   | ルーク（おかき）、ベルゼブブ（矢口恭平）、ベルフェゴール（大西哲史） |
| 04月25日 | Question Love           | 「シメオンは機械音痴」                 | シメオン（平田裕）、サタン（角真也） |
| 05月25日 | Our Destiny             | 「ソロモンクイズ」                     | ソロモン（川田一輝）、アスモデウス（ミウラアイム） |
| 08月19日 | On Your Way / With You  | 「金と魂の漂流」                       | ルシファー（山下和也）、マモン（古林裕貴）、レヴィアタン（加田智志）、サタン（角真也）、アスモデウス（ミウラアイム）、ベルゼブブ（矢口恭平）、ベルフェゴール（大西哲史）                                                 |

### シチュエーションボイスドラマシリーズ
| 発売日         | タイトル                                                  | 登場キャラクター（CV）       | 脚本          |
| -------------- | --------------------------------------------------------- | ---------------------------- | ------------- |
| 2024年08月25日 | 【Obey Me! ASMR】case.ルシファー ～綺麗な景色を君と～     | ルシファー（山下和也）       | 七福さゆり    |
| 09月25日       | 【Obey Me! ASMR】case.アスモデウス ～君とおめかしデート～ | アスモデウス（ミウラアイム） | 七福さゆり    |
| 2025年07月04日 | 【Obey Me! ASMR】case.マモン ～君と、ささやきの距離で～   | マモン（古林裕貴）           | NTTソルマーレ |

## ウェブラジオ
『Otaku FM』は、ゲーム内機能「デビルチューブ」や公式YouTubeチャンネルにて不定期に配信されているラジオシリーズ。いずれもパーソナリティはレヴィアタン役の加田智志。
『レヴィアタン先生のOtaku FM』
配信リスト
- 第1回（2021年1月1日）ゲスト：矢口恭平（ベルゼブブ役）
- 第2回（2021年1月6日）ゲスト：古林裕貴（マモン役）
- 第3回（2021年1月22日）ゲスト：ミウラアイム（アスモデウス役）
- 第4回（2021年2月4日）ゲスト：山下和也（ルシファー役）
- 第5回（2021年2月24日）ゲスト：角真也（サタン役）
- 第6回（2021年3月8日）ゲスト：大西哲史（ベルフェゴール役）
- 第7回（2021年3月29日）

『Otaku FM Anime and Chill』
配信リスト
- 第1回（2021年7月16日）ゲスト：山下和也（ルシファー役）
- 第2回（2021年7月30日）ゲスト：大西哲史（ベルフェゴール役）
- 第3回（2021年8月20日）ゲスト：矢口恭平（ベルゼブブ役）
- 第4回（2021年9月3日）ゲスト：古林裕貴（マモン役）
- 第5回（2021年9月17日）ゲスト：ミウラアイム（アスモデウス役）
- 第6回（2021年10月1日）ゲスト：角真也（サタン役）
- 第7回（2021年10月22日）ゲスト：山下和也（ルシファー役）
- 第8回（2021年11月5日）ゲスト：古林裕貴（マモン役）
- 第9回（2021年11月19日）ゲスト：ミウラアイム（アスモデウス役）
- 第10回（2021年12月3日）ゲスト：矢口恭平（ベルゼブブ役）
- 第11回（2021年12月17日）ゲスト：大西哲史（ベルフェゴール役）
- 第12回（2021年12月31日）ゲスト：角真也（サタン役）、山本拓平（ディアボロ役）

エンディングテーマ
「Eternal」
作詞：Rui Fujishiro / 作曲：Rui Fujishiro・New K / 編曲：New K / 歌 - Obey Me! Boys
『Otaku FM Mini』
配信リスト
- 第1回（2022年1月25日）ゲスト：山本拓平（ディアボロ役）
- 第2回（2022年2月25日）ゲスト：原田雅行（バルバトス役）
- 第3回（2022年3月25日）ゲスト：おかき（ルーク役）
- 第4回（2022年4月25日）ゲスト：平田裕（シメオン役）
- 第5回（2022年5月25日）ゲスト：川田一輝（ソロモン役）

『Otaku FM Anime and Chill 2』
配信リスト
- 第1回（2022年7月22日）ゲスト：山本拓平（ディアボロ役）
- 第2回（2022年8月5日）ゲスト：山下和也（ルシファー役）
- 第3回（2022年8月19日）ゲスト：原田雅行（バルバトス役）
- 第4回（2022年9月2日）ゲスト：角真也（サタン役）
- 第5回（2022年9月16日）ゲスト：川田一輝（ソロモン役）
- 第6回（2022年9月30日）ゲスト：大西哲史（ベルフェゴール役）
- 第7回（2022年10月14日）ゲスト：矢口恭平（ベルゼブブ役）
- 第8回（2022年10月28日）ゲスト：おかき（ルーク役）
- 第9回（2022年11月11日）ゲスト：平田裕（シメオン役）
- 第10回（2022年11月25日）ゲスト：ミウラアイム（アスモデウス役）
- 第11回（2022年12月16日）ゲスト：古林裕貴（マモン役）
- 第12回（2022年12月30日）ゲスト：山本拓平（ディアボロ役）、角真也（サタン役）

エンディングテーマ
「With You」
作詞：Rui Fujishiro / 作曲：Rui Fujishiro・New K / 編曲：New K / 歌 - Obey Me! Boys
『レヴィアタン先生のOtaku FM Sinful Sounds』
配信リスト
- 第1回（2024年8月28日）ゲスト：山下和也（ルシファー役）
- 第2回（2024年9月22日）ゲスト：ミウラアイム（アスモデウス役）
- 第3回（2025年8月12日）ゲスト：古林裕貴（マモン役）

## ウェブアニメ

### スペシャルアニメ
『魔界大旅行』
『Obey Me! The Anime』の制作発表に先がけ、エイプリルフールである2021年4月1日にゲーム内で配信された。アニメの最後には「Obey Me!」「The Anime」「Coming This Summer!」の文字が映し出され、アニメ化がサプライズで告知された。

### The Anime

#### Season 1
『Obey Me! The Anime』
2021年7月16日より、ゲーム内機能「デビルチューブ」やU-NEXTなどの各種配信サービスにて一般配信開始。アニメーション制作は本作品の開発初期よりゲーム内のオープニングアニメーションおよびスキルアニメーションに携わっており、同年4月1日にゲーム内で配信されたスペシャルアニメ『魔界大旅行』も手掛けたColored Pencil Animation Japanが担当する。
スタッフ
- 原作・企画・キャラクターデザイン原案 - NTTソルマーレ
- アニメーション監督・絵コンテ - 大宮一仁
- シリーズ構成・脚本 - モリ・マサ
- キャラクターデザイン・総作画監督 - 田中日香里
- 音楽 - Hajime
- プロデューサー - 江口文治郎
- アニメーション制作 - Colored Pencil Animation Japan
- 製作 - Obey Me! Project（NTTソルマーレ、創通、東映エージエンシー、バウンスィ）

エンディングテーマ
「It's My Party」
作詞・作曲・編曲 - OGAWA RYO / 歌 - Obey Me! Boys
各話リスト
| 配信日         | 話数 | サブタイトル                      |
| -------------- | ---- | --------------------------------- |
| 2021年07月16日 | #1   | あげろぉー！平均点                |
| 07月30日       | #2   | 見ないでー！！                    |
| 08月20日       | #3   | 人参プリーズ！                    |
| 08月27日       | #4   | ルシファーの裸体は俺のもの！      |
| 09月10日       | #5   | 救い出せ～！囚われのアスモ姫      |
| 09月24日       | #6   | 名探偵サタン                      |
| 10月15日       | #7   | Obey Me! オーディオコメンタリー！ |
| 10月29日       | #8   | 犬の名は。                        |
| 11月12日       | #9   | 第一次兄弟心理大戦争！            |
| 11月26日       | #10  | 7人の旅 前編                      |
| 12月10日       | #11  | 7人の旅 後編                      |
| 12月24日       | #12  | 兄弟不在のNYEP                    |

#### Season 2
『Obey Me! The Anime Season 2』
2022年3月27日に開催されたファンミーティング『Obey Me! Meet and Greet Spring 2022』にて制作が発表された。
エンディングテーマ
「On Your Way」
作詞 - OHTORA / 作曲 - OHTORA・New K / 編曲 - New K / 歌 - Obey Me! Boys
各話リスト
| 配信日         | 話数 | サブタイトル                                  |
| -------------- | ---- | --------------------------------------------- |
| 2022年07月22日 | #1   | 会いたい                                      |
| 08月05日       | #2   | ルシファー流キャンプ                          |
| 08月19日       | #3   | 遂にこの日が！花ルリたん上映会                |
| 09月02日       | #4   | 名探偵サタン2                                 |
| 09月16日       | #5   | アスモデウスパラダイス                        |
| 09月30日       | #6   | ベルフェゴールの夢                            |
| 10月14日       | #7   | Obey Me! The Anime 2 オーディオコメンタリー！ |
| 10月28日       | #8   | 誰が為に腹は鳴る                              |
| 11月11日       | #9   | 友を思う時                                    |
| 11月25日       | #10  | プレイボール！悪魔の全員野球                  |
| 12月16日       | #11  | 会いたい気持ち                                |
| 12月30日       | #12  | 打ち上げパーティー                            |

## 漫画
『Obey Me! The Comic』は、2021年11月1日から2022年12月1日まで、マッグガーデンのWebサイト・MAGKANにて連載された。全13話。漫画：仁藤すばる、原作：NTTソルマーレ。
既刊一覧
紙単行本は1巻のみ。
1. 2022年3月14日発売、ISBN 978-4800011893
2. 2022年9月14日、コミックシーモアにて独占先行配信 / 2022年12月15日、電子書籍配信サイトにて発売
3. 2023年2月14日、電子書籍配信サイトにて発売

## 関連作品
- Ex and Bee（2024年） - 同じくNTTソルマーレが手掛け、一部キャストも再集結しているオーディオドラマシリーズ[17]。2024年11月にはクロスオーバーイラストが公開された[18][19][20]。

### ユニットメンバー
1. 1 2 3 4 5 6 7 8 9 10 11  ルシファー（山下和也）、マモン（古林裕貴）、レヴィアタン（加田智志）、サタン（角真也）、アスモデウス（ミウラアイム）、ベルゼブブ（矢口恭平）、ベルフェゴール（大西哲史）
2. 1 2  ディアボロ（山本拓平）、バルバトス（原田雅行）、ルーク（おかき）、シメオン（平田裕）、ソロモン（川田一輝）